# The Sphere
The Sphere (ufficialmente Sphere at Plaza Fountain) è una scultura in metallo costruita dallo scultore tedesco Fritz Koenig, che attualmente si trova a Liberty Park. Tuttavia, era originariamente situata nel centro di Austin Tobin Plaza come fonte d'acqua, che a sua volta era l'area centrale delle Torri Gemelle del World Trade Center a Manhattan. Dopo gli attentati dell'11 settembre 2001 la sua posizione era incerta, poiché era stata smantellata dalla sua base. Sebbene fosse rimasta intatta, era infatti stata sommersa dai detriti dopo il crollo delle torri. 
Sei mesi dopo gli attentati, a marzo 2002, e in seguito di un documentario sulla scultura, fu temporaneamente trasferita a Battery Park - senza alcuna riparazione - e dedicata alle vittime dell'11 settembre, diventando un'attrazione turistica.

## Descrizione
"The Sphere" è alta 25 piedi (circa 7 metri e 60 centimetri) e comprende un totale di cinquantadue segmenti di bronzo. Koenig lo produsse a Brema, in Germania, e fu successivamente assemblata e spedita a Lower Manhattan. La scultura simboleggiava la pace nel mondo attraverso il libero commercio e su di essa era collocato un anello di fontane, così come altri dettagli decorativi progettati dallo stesso architetto del World Trade Center, Minoru Yamasaki, per imitare la grande moschea della Mecca, al-Masjid al-Haram, in cui The Sphere prese il posto della Ka'ba. Inoltre, la scultura fu creata per ruotare una volta ogni 24 ore e la sua base diventò un luogo popolare per il pranzo per coloro che lavoravano al World Trade Center.
La targa accanto a The Sphere dice:
Quella fiamma eterna fu accesa l'11 settembre 2002 in onore di tutti coloro che si persero. Il suo spirito e il suo sacrificio non saranno mai dimenticati.»

## Realizzazione
La scultura fu commissionata dal proprietario del World Trade Center, l'Autorità Portuale di New York e New Jersey, nel 1966. Inizialmente, l'Autorità Portuale aveva scelto Henry Moore per crearla. Tuttavia, dopo che Minoru Yamasaki — l'architetto del World Trade Center — vide alcuni lavori di Koenig alla Staempfli Gallery di Manhattan, egli fu commissionato.
Koenig iniziò a lavorarci nel 1967 nel suo fienile in Baviera, mentre il WTC era ancora in fase di pianificazione e lo completò quattro anni dopo, in tempo per l'inaugurazione delle torri. Fu ufficialmente intitolato "Große Kugelkaryatide" ("Grande cariatide sferica" in tedesco) dall'artista, ma in seguito fu soprannominato "The Sphere" dai newyorkesi.

## Cronologia delle posizioni

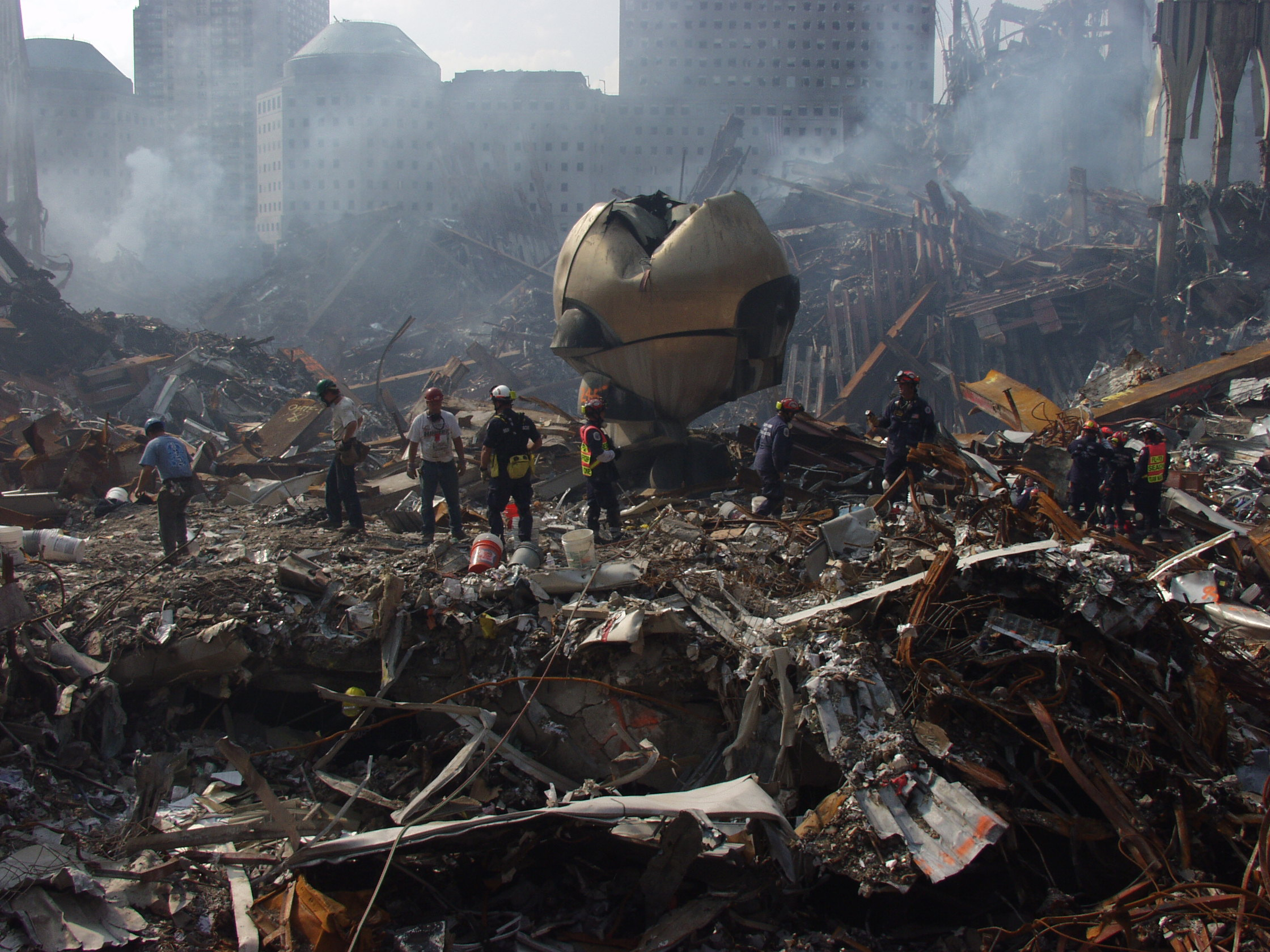
Il monumento nella WTC Plaza dopo gli attentati dell'11 settembre 2001, sommerso dai detriti

Dopo gli attentati dell'11 settembre 2001, la scultura fu recuperata nella pila di macerie e fu successivamente inviata in un magazzino vicino all'Aeroporto Internazionale John F. Kennedy. La sua rimozione era stata coperta dai media locali nell'area metropolitana di New York. Tuttavia, poiché si trattava di un pezzo memorabile del World Trade Center, si discusse molto del suo collocamento in un museo, soprattutto perché era relativamente illeso dopo gli attacchi. Il regista tedesco Percy Adlon, che aveva dedicato due volte diversi film a Koenig, realizzò "Koenigs Kugel" ("La sfera di Koenig" in italiano) quando il destino della scultura era ancora incerto. Nel film, l'artista e il regista visitano Ground Zero cinque settimane dopo gli attacchi. Koenig inizialmente si oppose al ripristino di The Sphere, dicendo che era "un bellissimo cadavere".

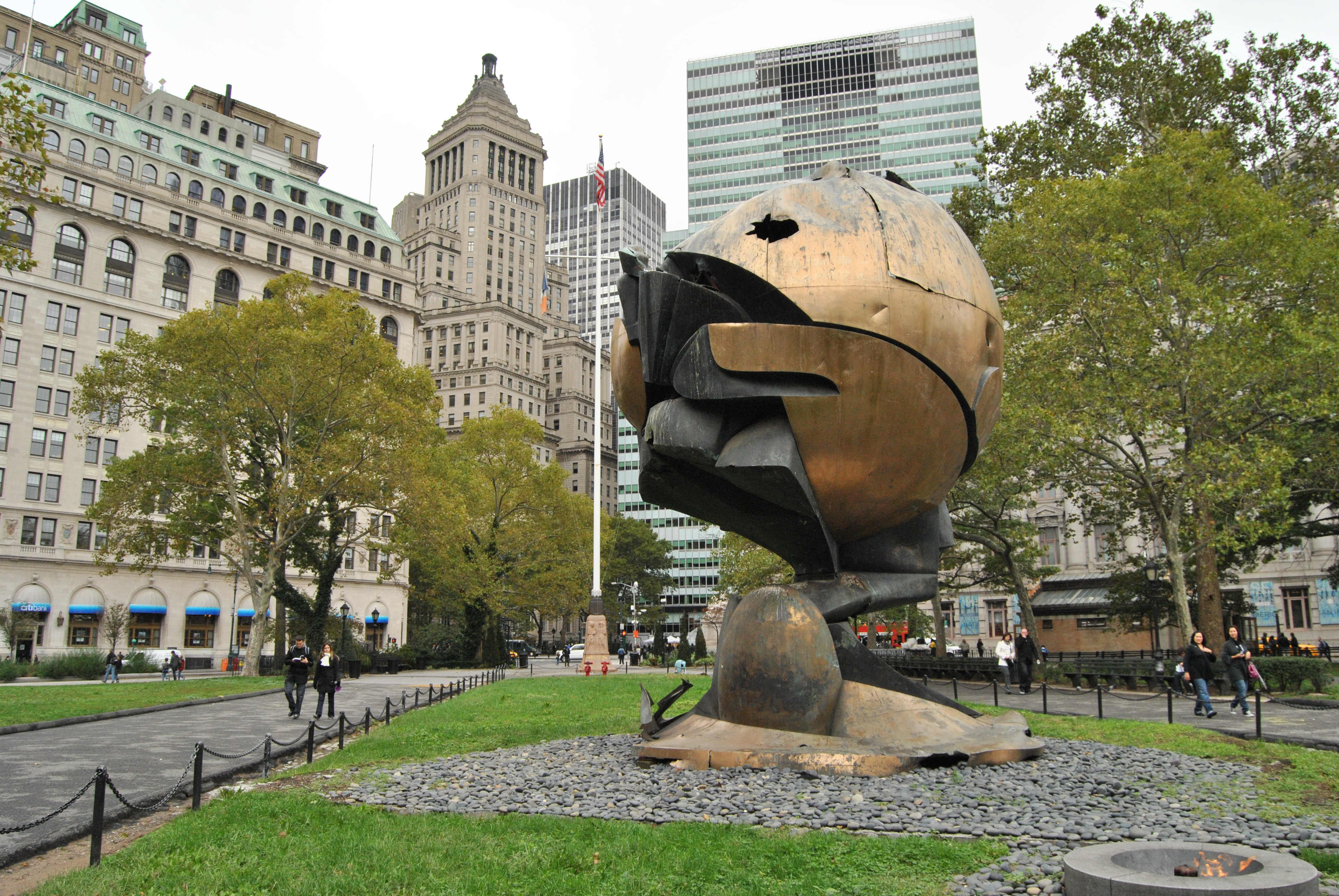
La scultura al Battery Park nel 2010

La scultura fu infine restituita a Manhattan e l'11 marzo 2002, sei mesi dopo gli attentati, fu installata a Battery Park, vicino a Hope Garden, a diversi isolati da dove si trovava in precedenza. Koenig supervisionò il lavoro, che fu eseguito da quattro ingegneri e quindici fabbri. Il sindaco Michael Bloomberg, e il suo predecessore, Rudolph Giuliani e altri funzionari locali parteciparono alla cerimonia, destinando la scultura a monumento commemorativo alle vittime dell'attacco terroristico. Koenig disse che "era una scultura, ora è un monumento", osservando come la scultura fosse sopravvissuta, e aggiunse: "Ora ha una bellezza diversa, che non avrei mai potuto immaginare. Ora ha la sua vita, diversa da quella che le ho dato io».
Secondo il portavoce del Dipartimento dei Parchi e della Ricreazione di New York, Vickie Karp, la città stava cercando di trasferire The Sphere per l'estate del 2012, quando iniziò la costruzione per ripristinare il prato del parco che avrebbe comportato lo spostamento del monumento. L'Autorità Portuale di New York e New Jersey, proprietaria di The Sphere, valutava la possibilità di collocarla a Liberty Park, che si trova tra la 90ª strada e il sito del World Trade Center Museum and Memorial. Il Liberty Park non poteva essere costruito prima del 2013, quindi era necessario un posto per posizionare The Sphere fino al ripristino del parco. A febbraio 2011, l'Autorità Portuale non aveva rilasciato una dichiarazione in merito a una decisione finale ufficiale sulla ricollocazione di The Sphere.

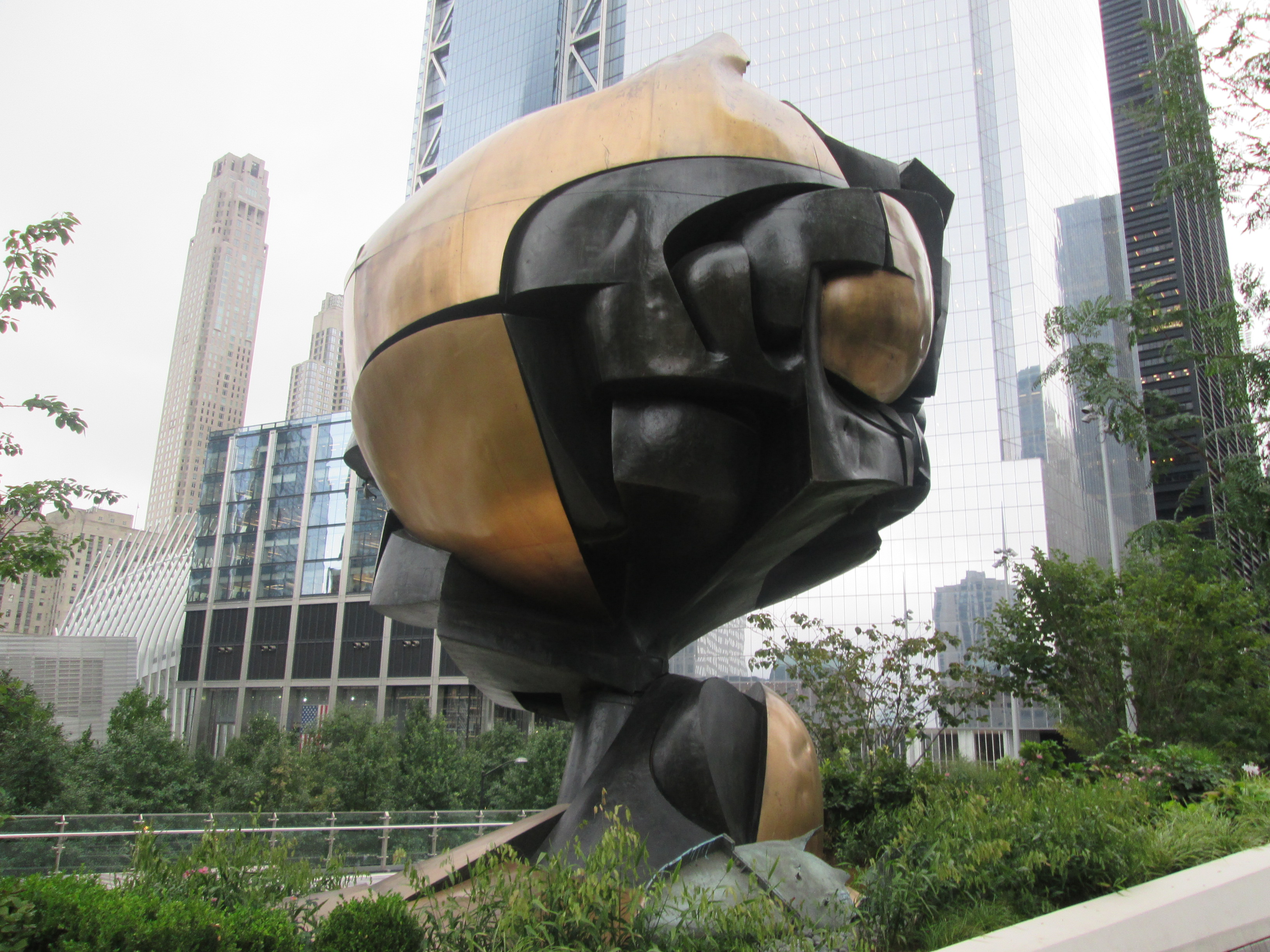
The Sphere a Liberty Park nel 2018

All'apertura di Liberty Park a giugno 2016, la questione non era ancora risolta. Il 22 luglio 2016, l'Autorità Portuale votò per spostare la scultura a Liberty Park, e ad agosto 2017, la stessa l'ha trasferita a Liberty Park. Il 6 settembre 2017, The Sphere è stata inaugurata nella sua sede permanente nel Liberty Park, con vista sul sito del World Trade Center. L'Autorità Portuale di New York e del New Jersey tenne una cerimonia al Liberty Park il 29 novembre 2017 per celebrare il suo ritorno sul sito del World Trade Center.